# Les Félines
Pour plus de détails, voir Fiche technique et Distribution.
Les Félines est un film érotique français réalisé par Daniel Daert et sorti en 1972.

## Fiche technique
- Titre français : Les Félines
- Réalisation : Daniel Daert
- Scénario : Daniel Daert
- Décors : Jacques Flamand
- Costumes : Jean Barthei
- Image : Patrick Godaert
- Son : Lucien Yvonnet
- Montage : Ingrid Nicholson
- Musique : Vladimir Cosma
- Production : René Levy-Balenci
- Société de production : Reda Films
- Format : couleur - 35 mm - Son mono
- Durée : 90 min
- Date de sortie :
  -  France : 11 octobre 1972
- Classification :
  -  France : interdit aux moins de 16 ans[2]
  -  Royaume-Uni : Film X[3]

## Distribution
- Janine Reynaud : Maude
- Nathalie Zeiger : Florence
- Pauline Larrieu : Claire
- Jacques Insermini : Olivier
- Georges Guéret : Patrick
- Stan Rol
- Nadia Vasil